# Хрупов, Василий Васильевич
Василий Васильевич Хрупов (1923, дер. Шемнино, Бежецкий уезд, Тверская губерния (ныне территория относится к сельскому поселению Ведное Рамешковского района Тверской области  — 12 июня 1966) — командир орудия 14-го отдельного истребительно-противотанкового артиллерийского дивизиона старший сержант — на момент представления к награждению орденом Славы 1-й степени.

## Биография
Родился в 1923 году в деревне Шемнино. Окончил 7 классов. Работал в колхозе.
В июле 1941 года был призван в Красную Армию. В того же времени участвовал в боях с немецко-вражескими захватчиками. Сражался под Москвой и Сталинградом, на Курской дуге, на 2-м и 1-м Прибалтийских, 3-м Белорусском фронтах. К лету 1944 года сержант Хрупов — наводчик 76-мм орудий 14-го отдельного истребительно-противотанкового артиллерийского дивизиона 182-й стрелковой дивизии.
14-15 июля 1944 года в бою за деревни Леоненки сержант Xрупов уничтожил 2 пулемета и до 10 противников, чем помог стр. подразделениям продвинуться вперед.
Приказом от 20 июля 1944 года сержант Хрупов Василий Васильевич награждён орденом Славы 3-й степени.
12 августа 1944 года в бою западнее поселка Ляудона расчет под командованием сержанта Хрупова огнём орудия подавил 3 пулемета и истребил до 10 солдат противника.
Приказом от 5 ноября 1944 года сержант Хрупов Василий Васильевич награждён орденом Славы 2-й степени.
13 — 15 апреля 1945 года при разгроме земландской группировки врага в районе населенного пункта Койенен старший сержант Xрупов со своим расчётом подавил огонь полевого орудия, вывел из строя противотанковую пушку, 4 пулемёта и до 10 солдат и офицеров, чем способствовал захвату стрелковыми подразделениями вражеского опорного пункта.
Указом Президиума Верховного Совета СССР от 15 мая 1946 года за образцовое выполнение заданий командования в боях с немецко-вражескими захватчиками старший сержант Хрупов Василий Васильевич награждён орденом Славы 1-й степени. Стал полным кавалером ордена Славы.
В 1947 году был демобилизован. Вернулся на родину. Работал председателем колхоза в деревне Шемнино. Скончался 12 декабря 1966 года.
Награждён орденами Славы 3-х степеней, медалями, в том числе медалью «За отвагу».